# Nissan Wingroad
Der Nissan Wingroad / AD Van ist ein seit 1982 in mehreren Generationen produzierter Kombi und Lieferwagen (AD Van) der Kompaktklasse des japanischen Automobilherstellers Nissan.

## VB Serie 1982–1999
Im Oktober 1982 ergänzte der AD Van die kommerziellen Lieferwagen von Nissan und ersetzte den Datsun Cherry Van und ab 1983 den Nissan Cedric Van. Ursprünglich erschien er mit zwei Vordertüren und verblechtem Heckabteil. Er basierte auf dem B11 Nissan Sunny Kombi, hatte allerdings ein vereinfachtes Design. Als Antrieb fungierten die 1,5 L und 1,3 L Vergaser-Benzinmotoren E15S und E13S, neben dem 1,7 L CD17 Dieselmotor. Die Kraftübertragung erfolgte mit einem Vier- oder Fünf-Gang-Schaltgetriebe und optional mit einem Drei-Stufen-Automatikgetriebe für den größeren Benzinmotor. 
Die hintere Aufhängung bestand aus einer einfachen Blattfeder für hohe Nutzlast. Niedrige Kosten, geringes Gewicht und eine flache niedrige Ladefläche waren die wichtigsten Entwicklungsgründe und daher wurde der AD Van für sehr einfache Aufgaben konzipiert. Der Vorderrad-Antrieb entsprach dagegen dem Sunny B11. Im Vereinigten Königreich gab es die dreitürige Kastenwagen-Version mit dem 1,3-Liter-Motor E13 und 60 PS (45 kW) mit einer Nutzlast von 505 kg.
Im Juli 1983 wurden bei Auslaufen des Cedric Van zwei hintere Türen hinzugefügt und der AD Van konnte nun mit einem optionalen Rücksitz im Heimatmarkt geordert werden. Diese Version wurde auch als Nissan Sunny in einigen europäischen Märkten wie Belgien und Österreich als verglaster Fünftürer ab 1984 vermarktet.
Mit Ausnahme von kleinen kosmetischen Veränderungen wurde der AD Van weitgehend unverändert bis 1990 produziert.

## Y10 / N14, 1990–1999
Die zweite Generation AD Van (Y10) ersetzte den Nissan Sunny B13 Wagon, der in Europa als Nissan Sunny California von 1986 bis 1990 angeboten wurde und ursprünglich ein Nissan Pulsar N13 war. Ab Oktober 1990 wurde das Modell mit einem anderen hinteren Heck als der im Export angebotene Nissan Sunny California Wagen (N14/Y10) vermarktet. Die Motoren waren vorerst dieselben. 
Gleichzeitig ersetzte das vergrößerte Modell den Nissan Avenir Expert und den Nissan Bluebird U12 Wagon.
Im April 1992 erfolgte die Einführung des AD Max, welcher in Europa als Sunny Van Y10L, mit erhöhtem Frachtraum, zwei Heckflügeltüren und 70 mm längerem Radstand konzipiert wurde.
Im August 1993 erfolgten geringfügige Änderungen mit nun 4-Stufen-Automatikgetriebe und erstmals gab es nun ein Wingroad Modell. Bei diesem Wingroad JS genannten Modell handelte es sich um einen 5-Sitzer Kombi angelehnt an den größeren Nissan Avenir Blastar mit zweifarbiger Lackierung. Im September 1993 wurde der AD van auch in Thailand, Taiwan und Malaysia als Nissan AD Resort eingeführt. Eine Wingroad Version gab es auch in Thailand, jedoch handelte es sich hier um einen AD Max. Als Nissan Tsubame erfolgte die Einführung des AD Wagon in Mexiko.
Im April 1996 gab es einen Fahrer Airbag als Option und erstmals wurde der Nissan Wingroad als eigene Modellreihe eingeführt. Dieser hatte die bislang nur im Nissan Sunny California angebotenen 1,6 Liter Benzinmotor- und 2,0 Liter Dieselmotoren.
Der Wingroad orientierte sich an Japans RV-Konzept-Kombiwagen nutzbar als Wohnmobil, kombiniert mit leichter Offroad-Atmosphäre und sportlichem Design. So war er eine verspoilerte Version des AD Van mit stärkeren Motoren und optional Allradantrieb. Zudem hatte er ein neu gestaltetes größeres Heck mit einem längeren hinteren Überhang. 
Ab Mai 1997 gab es den AD Van auch mit den Motoren des Wingroad und ebenfalls optional mit Allradantrieb. Belüftete Scheibenbremsen vorne waren nun bei allen Ausstattungsvarianten serienmäßig und die vorderen Scheibenwischer wurden optional mit Enteisungs Funktion angeboten.

### Subaru Delivery Van
siehe Hauptartikel Subaru Delivery Van

### Mazda Familia Van
Ebenso wie der Subaru Delivery Van basiert der Mazda Familia Van mittels Badge-Engineering auf dem AD Van ab 1994.

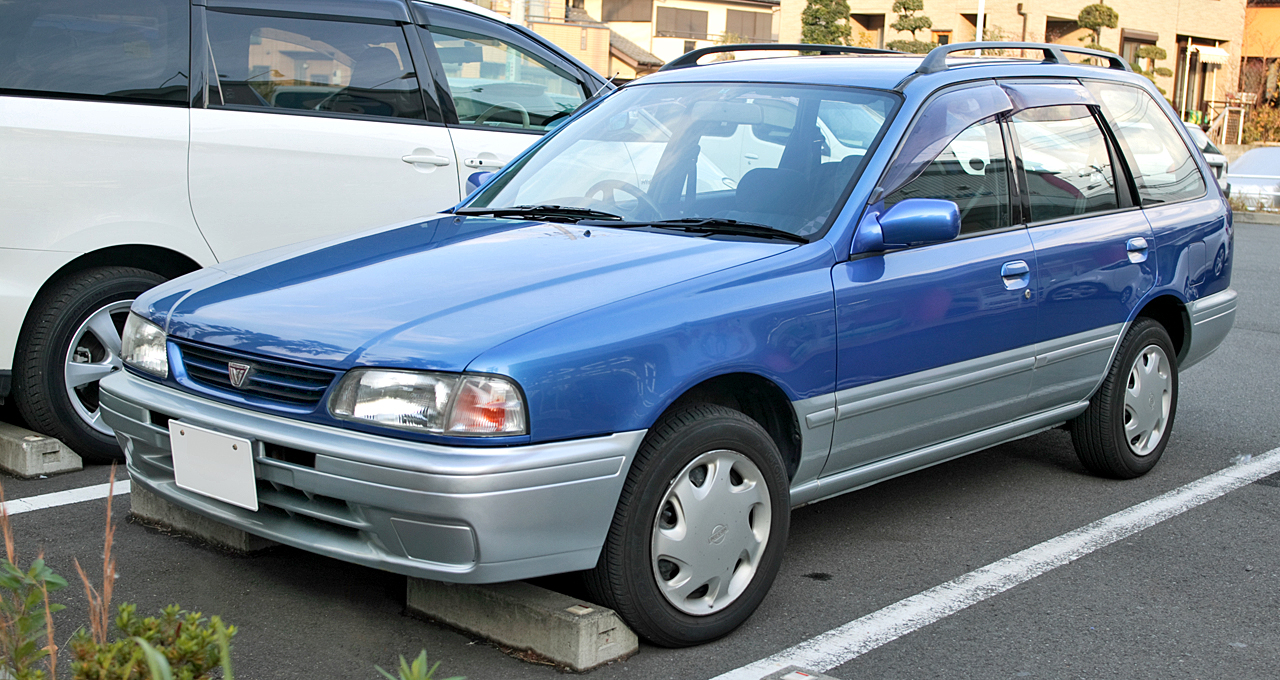
Wingroad Front
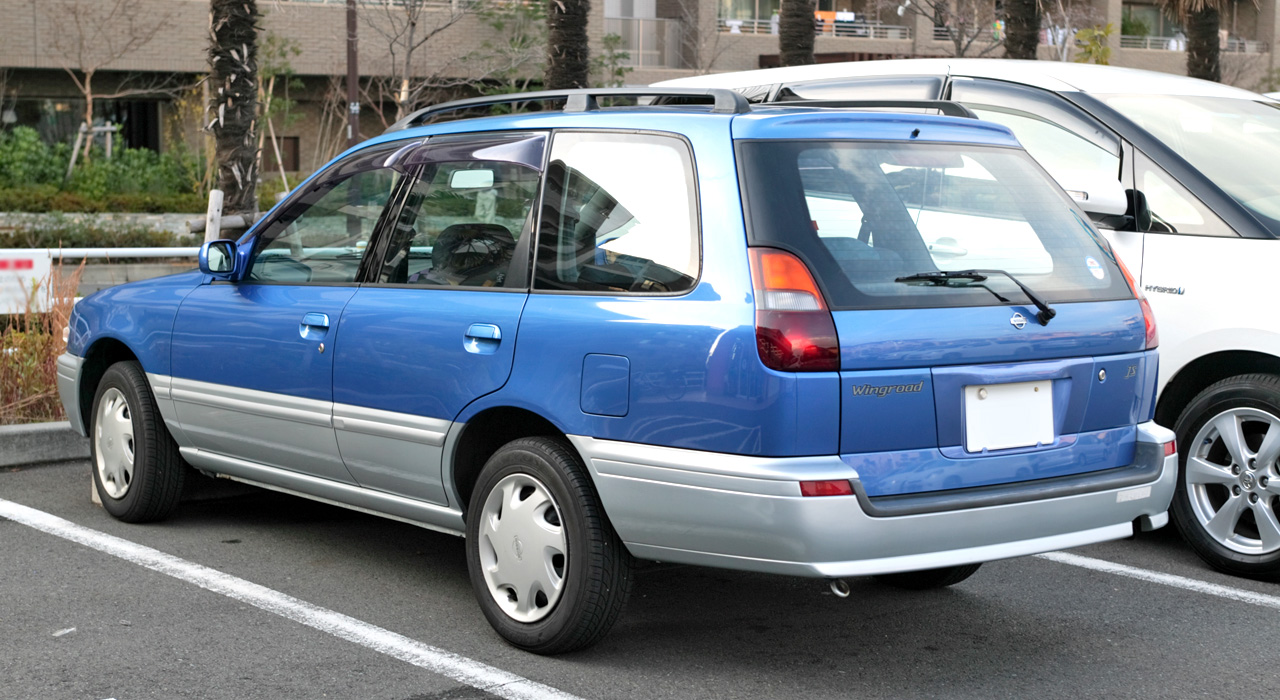
Heck
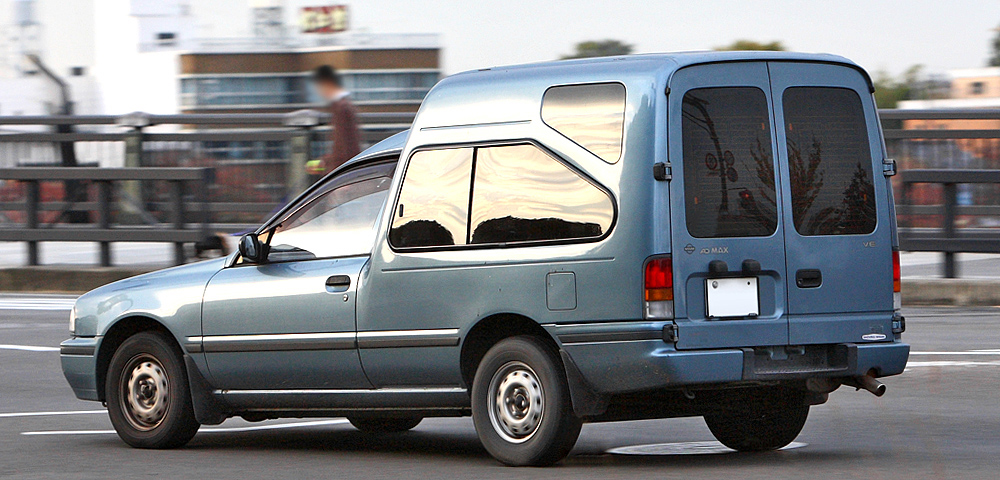
AD Max
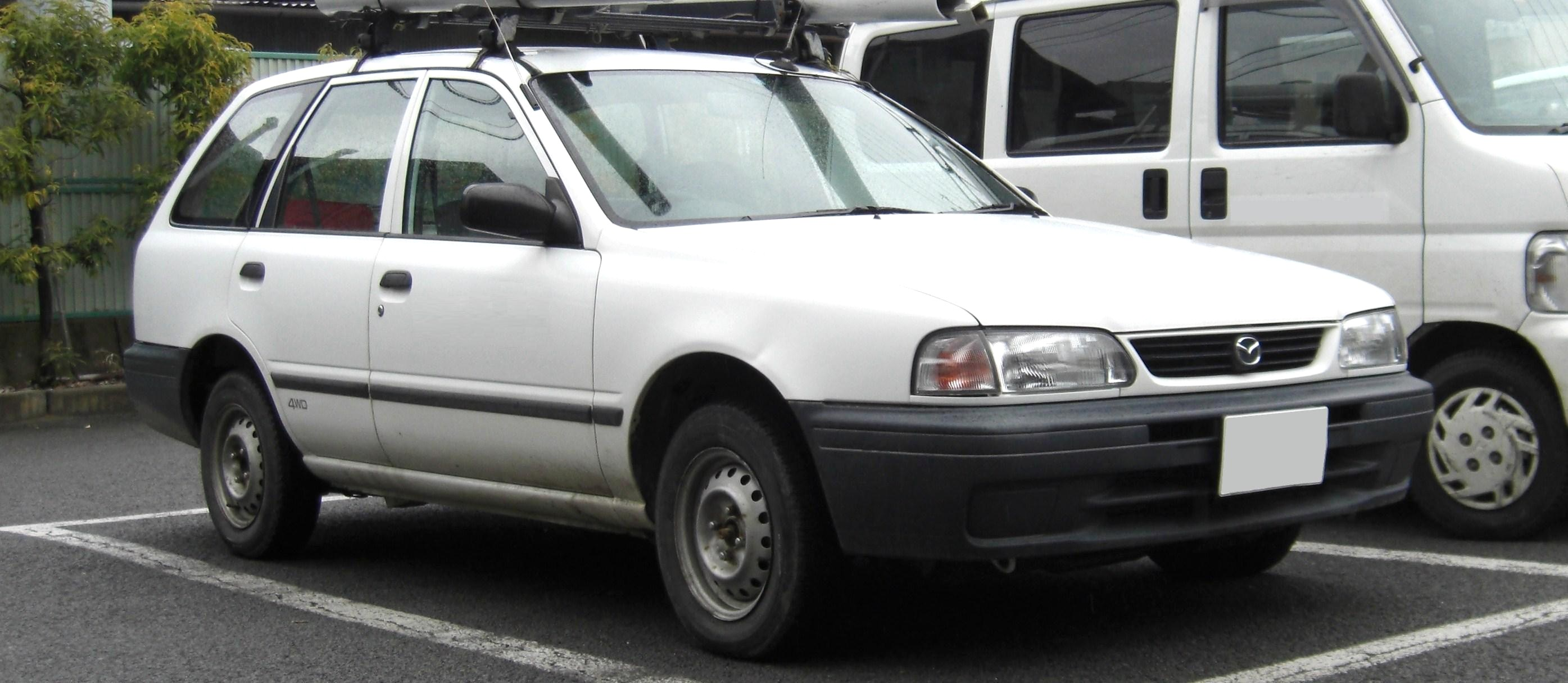
Mazda Familia Van

## Y11 1999–2008, Mazda Familia Van 1999–2006
Im Mai 1999 folgte der Y11 mit gleicher Bodengruppe aber neuer Karosserie. Neben dem 1,3L, 1,5- und 1,8-Liter-Benzinern gab es jetzt einen 2,2 Liter Dieselmotor. 
Neben dem Mazda Familia Van wurde auch bis 2001 eine Version als Subaru Delivery Van angeboten.
Im Herbst 2001 erfolgte ein Facelift mit wesentlich kantigerer gestalteter Front und es startete ein neues Wingroad Modell, wobei es hier mit Allradantrieb ausschließlich den 1,8 Liter Benzinmotor gab. Zusätzlich wurde ein 2,0 Liter Benzinmotor ins Angebot genommen. In Neuseeland wurde der Wingroad Y11 als Nissan Pulsar Wagon vertrieben.

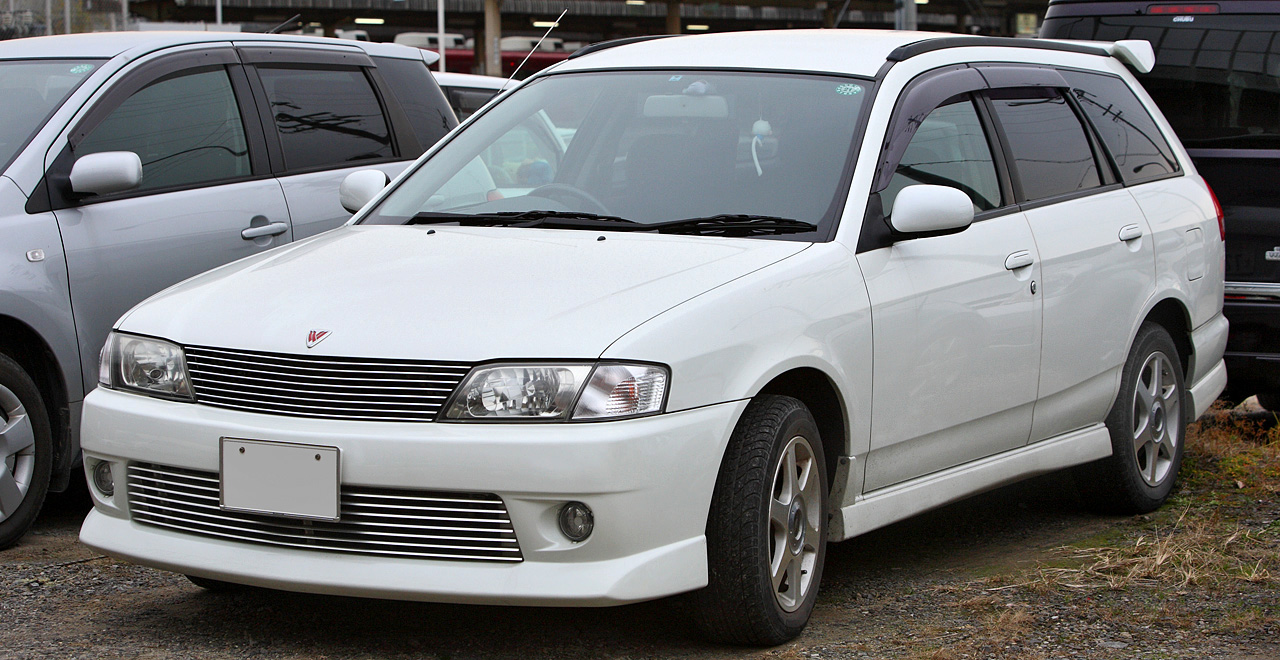
Wingroad Y11
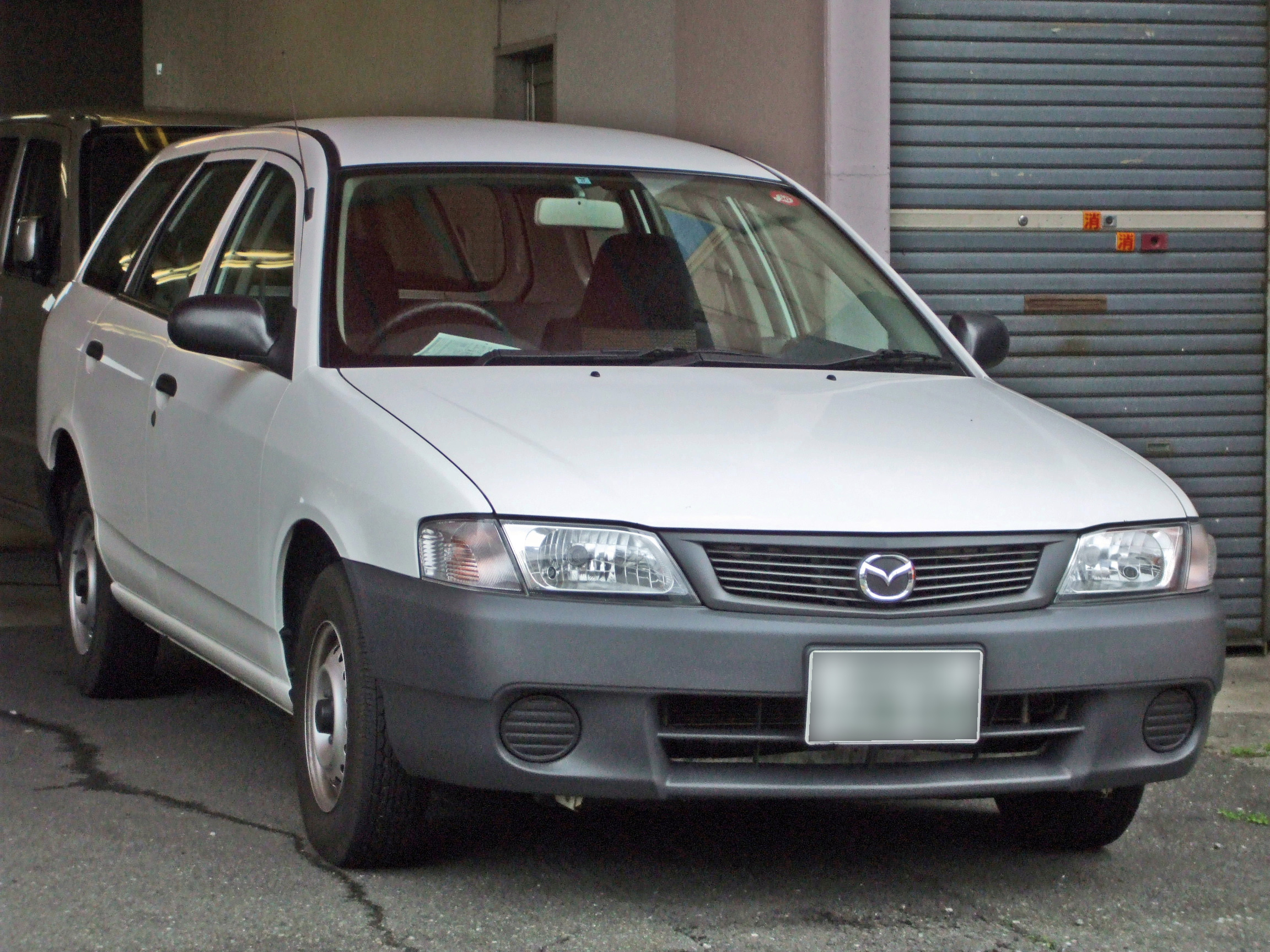
Mazda Familia Van Y11

## Y12 2005–2018, Mazda Familia Van seit 2007, Mitsubishi Lancer Cargo seit 2008
Eine völlig neue Generation Y12 erschien im November 2005 als Wingroad Y12. Der AD Van debütierte erst im Dezember 2006.
Nunmehr teilt sich die Modellreihe die Plattform mit dem Nissan Tiida. Der Wingroad debütierte mit den 1,5L HR15DE und 1,8 L MR18DE Benzinmotoren und dem neuen 1,2 L Benzindirekteinspritzungs Motor CR12DE. Ein Intelligent Key-System wurde ab September 2006 im Wingroad serienmäßig verbaut und ein GPS-Navigations-Paket mit HDD-Technologie wird seither optional angeboten.
Der Antrieb bei beiden Modellen erfolgt jeweils mit einem Vier-Stufen Automatikgetriebe oder optionalem CVT-Getriebe. 
Ab 2007 gab es auch wieder eine neue Mazda Familia Van Version und der Wingroad / AD Van ist seit Juni 2007 mit Einstellung des Nissan Stagea der einzige Kombi den Nissan noch produziert. Stattdessen führte Nissan seither eine Reihe von neuen MPVs wie den Nissan Lafesta, Nissan Presage neben dem bekannten Nissan Elgrand ein.
Seit Dezember 2008 ist der AD Van Y12 auch mit dem E4WD Allradantrieb System gekoppelt mit dem 1,6L HR16DE Benzinmotor erhältlich. Zum gleichen Zeitpunkt endete die Produktion der vorhergehenden Y11 Serie, welche bis dahin noch als CNG und 4WD Versionen parallel gebaut wurden. Im Mai 2009 wurde die Serienausstattung des AD Van um einen Beifahrer-Airbag aufgewertet.

### Mitsubishi Lancer Cargo seit 2008
Seit Dezember 2008 wird der AD Van Y12 neben dem Mazda Familia Van auch mittels Badge-Engineering als Mitsubishi Lancer Cargo produziert.

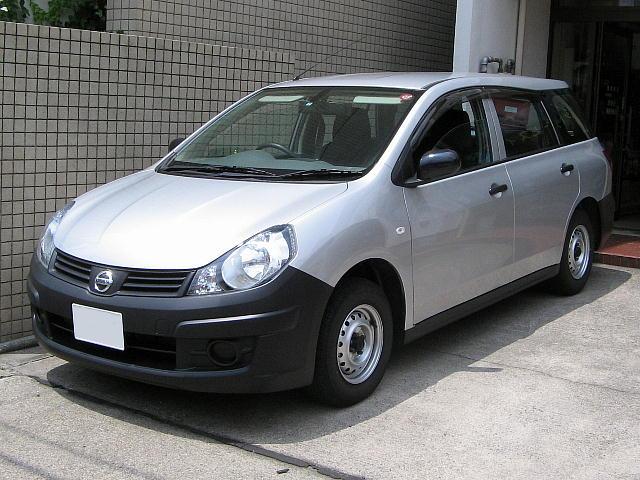
AD Van Y12
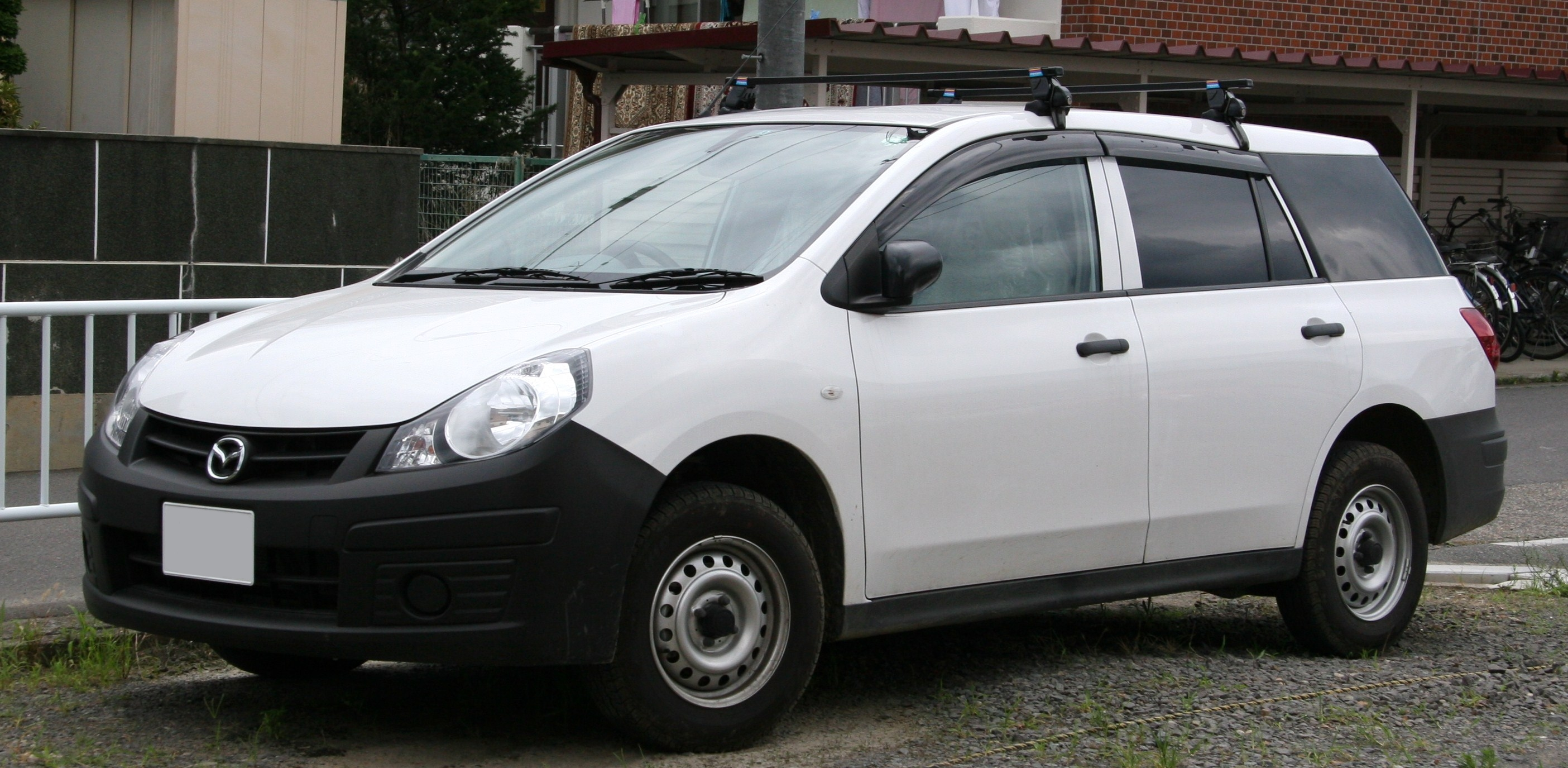
Mazda Familia Van Y12
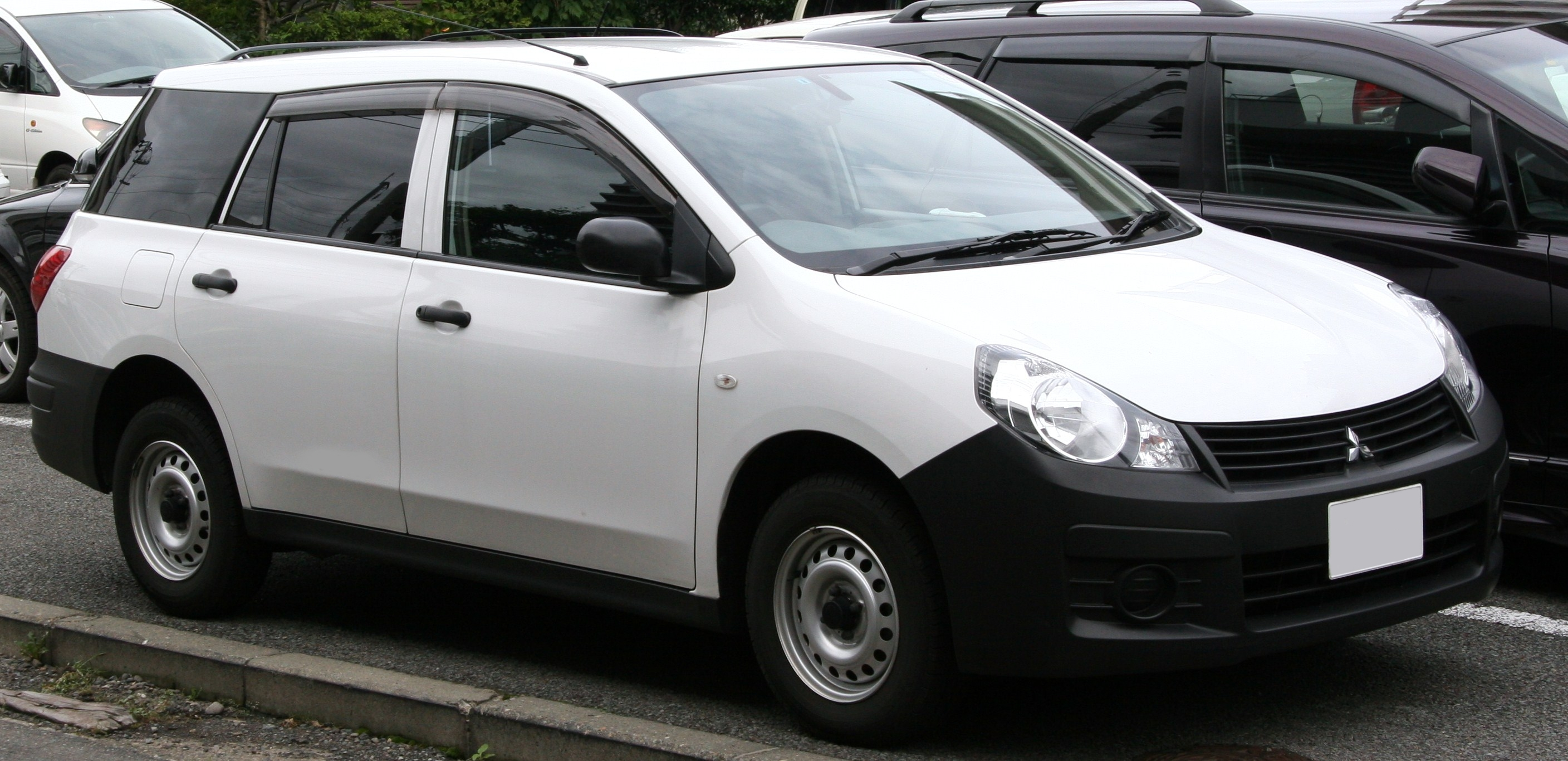
Mitsubishi Lancer Cargo Y12